# Худайбердиева, Халима
Халима Умматкуловна Худайбердиева (узб. Ҳалима Умматқуловна Худойбердиева; 17 мая 1947, пос. Димитровское, Баяутский район, Сырдарьинская область, Узбекская ССР, СССР — 17 августа 2018, Ташкент, Узбекистан) — советская и узбекская поэтесса, журналистка, редактор, общественный деятель. Народный поэт Узбекистана (1992). Лауреат Государственной премии Узбекской ССР имени Хамзы.

## Биография
Родилась в колхозе. Окончила сельскую школу, затем в 1972 году — факультет журналистики Ташкентского государственного университета. Трудовую деятельность начала в редакции женского литературно-общественного журнала «Саодат».
В 1975–1977 годах обучалась на Высших литературных курсах Московского Литературного института им. Горького.
В 1978–1982 годах Х. Худайбердиева работала заведующей отделом издательства «Ёш гвардия» («Молодая гвардия»), позже — заместителем редактора журнала «Саодат» (1982—1983).
С 1984 по 1994 годы — главный редактор журнала «Саодат».
В 1991–1994 годах была первым председателем Комитета женщин Узбекистана.
В 1996–1998 годах работала выпускающим редактором в издательстве «Ёзувчи» («Писатель»). В 1998–2003 годах была заместителем главреда журнала «Санам». С 2004 года — редактор отдела газеты «XXI аср» («XXI век»).
Халима Худайбердиева скончалась в ночь на 18 августа 2018 на 72-м году жизни в Ташкенте.

## Творчество
Х. Худайбердиева в своеобразном оригинальном стиле воспевает прошлое и настоящее своей родины. Главная тема её произведения — человеческое достоинство, любовь и разлука, горечь, гордость, стремление в будущее.
Первый же сборник стихотворений «Первая любовь» (Ilk Muhabbat, 1968) принёс известность Х. Худайбердиевой.
За ним последовали сборники «Белые яблоки» (Oq Olmalar, 1973), «Цветник» (Chaman , 1974), «Горы мои — опоры мои» (Suyanch Togʻlarim, 1976), «Чистый свет солнца» (Bobo Quyosh, 1977) и др.
Будучи редактором, общественным деятелем, Х. Худайбердиева всегда уделяла большое внимание литературному творчеству.
Сборники «Священная женщина» (1987), «Светлые дни» (1993), «Слова Тумарис» (1996) принесли ей признание и любовь читателей.
Халима Худайбердиева внесла значительный вклад в развитие узбекской литературы.

## Избранные произведения
сборники стихов:
- «Первая любовь» (1976)
- «Горы мои — опоры мои» (1976),
- «Чистый свет солнца» (1977),
- «Священная женщина» (узб. Muqaddas ayol, 1987),
- «Светлые дни» (узб. Bu kunlarga yetganlar bor, 1993),
- «Слова Тумарис» (узб. Toʻmarisning aytgani, 1996)

## Награды
- орден «Знак Почёта» (16.11.1984)[2]
- Государственная премия Узбекской ССР имени Хамзы (1990)[3]
- Народный поэт Узбекистана (1992)[4]
- орден «Эл-юрт хурмати» (2017)